# Gronów (Słubice)
Pour les articles homonymes, voir Gronów.
Gronów (prononciation : [ˈɡrɔnuf]) est un village polonais de la gmina de Ośno Lubuskie dans le powiat de Słubice de la voïvodie de Lubusz dans l'ouest de la Pologne.
Il se situe à environ 6 kilomètres au nord-ouest d'Ośno Lubuskie (siège de la gmina), 24 kilomètres au nord-est de Słubice (siège du powiat) et 40 kilomètres au sud-ouest de Gorzów Wielkopolski (capitale de la voïvodie).
Le village comptait approximativement une population de 131 habitants en 2009.

## Histoire
Au cours du deuxième partage de la Pologne en 1793, le village est annexé par le Royaume de Prusse. (voir Évolution territoriale de la Pologne)
Après la Seconde Guerre mondiale, avec la mise en œuvre de la ligne Oder-Neisse, le village retourne à la République populaire de Pologne. La population d'origine allemande est expulsée et remplacée par des polonais.
De 1975 à 1998, le village appartenait administrativement à la voïvodie de Gorzów.

Depuis 1999, il appartient administrativement à la voïvodie de Lubusz